# Puellina hincksi
Puellina hincksi är en mossdjursart som först beskrevs av Friedl 1917.  Puellina hincksi ingår i släktet Puellina och familjen Cribrilinidae. Inga underarter finns listade i Catalogue of Life.